# اینگبورگ (خواننده)
اینگبورگ (به انگلیسی: Ingeborg) (زاده ۱۵ اکتبر ۱۹۶۶) خواننده بلژیکی است.
او نماینده بلژیک در مسابقه آواز یوروویژن ۱۹۸۹ بود.